# Căn cứ Xuân Lộc
Căn cứ Xuân Lộc (còn gọi là Sân bay Xuân Lộc, Trại Xuân Lộc hoặc Căn cứ hỏa lực Husky) là căn cứ cũ của Quân đội Mỹ và Quân lực Việt Nam Cộng hòa (QLVNCH) tọa lạc tại thị trấn Xuân Lộc, tỉnh Long Khánh, Việt Nam Cộng hòa.

## Lịch sử
Biệt đội AB-31 Liên đoàn 5 Biệt kích quân Mỹ lập nên căn cứ này vào cuối năm 1966 tại đây và cách Núi Đất 28 km về phía bắc.
Lúc 1 giờ sáng ngày 18 tháng 5 năm 1969, Tiểu đoàn 7, Trung đoàn 9 Pháo binh và Tiểu đoàn 2, Trung đoàn 35 Pháo binh, Liên đoàn 54 Pháo binh tại căn cứ này bị các phần tử của Sư đoàn 5 Quân Giải phóng tấn công. Một số lính Quân Giải phóng xâm nhập vòng vây nhưng bị pháo binh đánh lui. Quân trú phòng được sự yểm trợ từ trực thăng chiến đấu, các cuộc không kích và máy bay gunship AC-47 Spooky. Khi trận chiến vẫn tiếp tục, một đơn vị thuộc Trung đoàn 11 Thiết kỵ đã đến đối đầu với quân Quân Giải phóng. Giao tranh tiếp tục cho đến 6 giờ sáng khiến 24 lính Quân Giải phóng và 14 lính Mỹ thiệt mạng.
Sư đoàn 18 Bộ binh QLVNCH đặt sở chỉ huy tại đây, căn cứ và sân bay nằm ở khu trung tâm trận Xuân Lộc vào tháng 4 năm 1975.

## Hiện tại
Sau khi chiến tranh chấm dứt ngày 30 tháng 4 năm 1975, căn cứ này hiện nay đã bị bỏ hoang và được chuyển đổi thành nhà ở và đất nông nghiệp.